# Lista de presidentes do Tribunal Superior Eleitoral
Esta é uma lista de presidentes do Tribunal Superior Eleitoral (TSE) do Brasil desde sua fundação enquanto Tribunal Superior da Justiça Eleitoral. O cargo já foi ocupado por 51 pessoas diferentes, em 54 mandatos sucessivos.

## Presidente do Tribunal Superior da Justiça Eleitoral
O Código Eleitoral de 1932, ao instituir o Tribunal Superior de Justiça Eleitoral, decretou que o órgão teria como presidente o vice-presidente do Supremo Tribunal Federal (STF). Os títulos, pois, foram acumulados por Hermenegildo de Barros desde a promulgação do Código até a extinção da Justiça Eleitoral pela Constituição de 1937.
| Nº | Nome                   | Imagem | Início             | Fim                    |
| -- | ---------------------- | ------ | ------------------ | ---------------------- |
| 1  | Hermenegildo de Barros |        | 20 de maio de 1932 | 10 de novembro de 1937 |

## Presidentes do Tribunal Superior Eleitoral
Os seguintes ministros ocuparam a presidência do Tribunal Superior Eleitoral, desde a restauração da corte superior eleitoral pelo Código Eleitoral de 1945 até hoje:
| Nº | Nome                              | Imagem | Início                  | Fim                     |
| -- | --------------------------------- | ------ | ----------------------- | ----------------------- |
| 1  | José Linhares                     |        | 1 de junho de 1945      | 29 de outubro de 1945   |
| 2  | Waldemar Falcão (interino)        |        | 30 de outubro de 1945   | 25 de maio de 1946      |
| 3  | José Linhares                     |        | 25 de maio de 1946      | 2 de julho de 1947      |
| 4  | Lafayette de Andrada              |        | 3 de julho de 1947      | 12 de outubro de 1950   |
| 5  | Álvaro da Costa                   |        | 19 de outubro de 1950   | 3 de julho de 1951      |
| 6  | Edgard Costa                      |        | 5 de julho de 1951      | 5 de setembro de 1955   |
| 7  | Luís Gallotti                     |        | 6 de setembro de 1955   | 22 de janeiro de 1957   |
| 8  | Rocha Lagoa                       |        | 23 de janeiro de 1957   | 5 de setembro de 1959   |
| 9  | Nelson Hungria                    |        | 9 de setembro de 1959   | 22 de janeiro de 1961   |
| 10 | Ary de Azevedo Franco             |        | 23 de janeiro de 1961   | 17 de julho de 1963     |
| 11 | Cândido Mota Filho                |        | 30 de julho de 1963     | 22 de janeiro de 1965   |
| 12 | Antônio Martins Vilas Boas        |        | 9 de março de 1965      | 14 de novembro de 1966  |
| 13 | Antônio Gonçalves de Oliveira     |        | 17 de novembro de 1966  | 3 de fevereiro de 1969  |
| 14 | Elói Rocha                        |        | 11 de fevereiro de 1969 | 11 de fevereiro de 1971 |
| 15 | Djaci Falcão                      |        | 11 de fevereiro de 1971 | 11 de fevereiro de 1973 |
| 16 | Raphael de Barros Monteiro        |        | 12 de fevereiro de 1973 | 23 de outubro de 1973   |
| 17 | Carlos Thompson Flores            |        | 12 de novembro de 1973  | 12 de novembro de 1975  |
| 18 | Francisco Xavier de Albuquerque   |        | 12 de novembro de 1975  | 7 de novembro de 1977   |
| 19 | José Geraldo Rodrigues de Alckmin |        | 7 de novembro de 1977   | 7 de novembro de 1978   |
| 20 | João Leitão de Abreu              |        | 9 de novembro de 1978   | 19 de agosto de 1980    |
| 21 | João Baptista Cordeiro Guerra     |        | 26 de agosto de 1980    | 18 de agosto de 1981    |
| 22 | Moreira Alves                     |        | 15 de setembro de 1981  | 9 de novembro de 1982   |
| 23 | Pedro Soares Muñoz                |        | 12 de novembro de 1982  | 15 de agosto de 1984    |
| 24 | Décio Miranda                     |        | 28 de agosto de 1984    | 11 de dezembro de 1984  |
| 25 | Luís Rafael Mayer                 |        | 17 de dezembro de 1984  | 5 de setembro de 1985   |
| 26 | Néri da Silveira                  |        | 1 de outubro de 1985    | 6 de março de 1987      |
| 27 | Oscar Dias Correia                |        | 31 de março de 1987     | 17 de janeiro de 1989   |
| 28 | Aldir Passarinho                  |        | 14 de fevereiro de 1989 | 13 de março de 1989     |
| 29 | Francisco Rezek                   |        | 4 de abril de 1989      | 15 de março de 1990     |
| 30 | Sydney Sanches                    |        | 5 de abril de 1990      | 13 de março de 1991     |
| 31 | Octavio Gallotti                  |        | 21 de março de 1991     | 9 de maio de 1991       |
| 32 | Célio Borja                       |        | 21 de maio de 1991      | 31 de março de 1992     |
| 33 | Paulo Brossard                    |        | 4 de junho de 1992      | 12 de maio de 1993      |
| 34 | Sepúlveda Pertence                |        | 15 de junho de 1993     | 22 de novembro de 1994  |
| 35 | Carlos Velloso                    |        | 6 de dezembro de 1994   | 19 de maio de 1996      |
| 36 | Marco Aurélio Mello               |        | 13 de junho de 1996     | 1 de junho de 1997      |
| 37 | Ilmar Galvão                      |        | 19 de junho de 1997     | 3 de fevereiro de 1999  |
| 38 | Néri da Silveira                  |        | 2 de março de 1999      | 6 de março de 2001      |
| 39 | Maurício Corrêa                   |        | 6 de março de 2001      | 11 de junho de 2001     |
| 40 | Nelson Jobim                      |        | 11 de junho de 2001     | 9 de fevereiro de 2003  |
| 41 | Sepúlveda Pertence                |        | 20 de fevereiro de 2003 | 21 de fevereiro de 2005 |
| 42 | Carlos Velloso                    |        | 15 de março de 2005     | 19 de janeiro de 2006   |
| 43 | Gilmar Mendes                     |        | 21 de fevereiro de 2006 | 25 de abril de 2006     |
| 44 | Marco Aurélio Mello               |        | 4 de maio de 2006       | 6 de maio de 2008       |
| 45 | Ayres Britto                      |        | 6 de maio de 2008       | 22 de abril de 2010     |
| 46 | Ricardo Lewandowski               |        | 22 de abril de 2010     | 18 de abril de 2012     |
| 47 | Cármen Lúcia                      |        | 18 de abril de 2012     | 19 de novembro de 2013  |
| 48 | Marco Aurélio Mello               |        | 19 de novembro de 2013  | 13 de maio de 2014      |
| 49 | Dias Toffoli                      |        | 13 de maio de 2014      | 12 de maio de 2016      |
| 50 | Gilmar Mendes                     |        | 12 de maio de 2016      | 6 de fevereiro de 2018  |
| 51 | Luiz Fux                          |        | 6 de fevereiro de 2018  | 14 de agosto de 2018    |
| 52 | Rosa Weber                        |        | 14 de agosto de 2018    | 25 de maio de 2020      |
| 53 | Luís Roberto Barroso              |        | 25 de maio de 2020      | 22 de fevereiro de 2022 |
| 54 | Edson Fachin                      |        | 22 de fevereiro de 2022 | 16 de agosto de 2022    |
| 55 | Alexandre de Moraes               |        | 16 de agosto de 2022    | 3 de junho de 2024      |
| 56 | Cármen Lúcia                      |        | 3 de junho de 2024      | —                       |